# Фалкберов противгамбит
Овај чланак користи алгебарску шаховску нотацију како би се описали шаховски потези.
Шаховско отварање је добило име по Ернсту Карлу Фалкберу, аустријском мајстору, који је 1851. године у партији против Адолфа Андерсена играо овим отварањем.